# البحث العلمي في سوريا
بدأ البحث العلمي في سوريا بشكل رسمي عام 1958 مع تأسيس (المجلس الأعلى للعلوم)، وقد تألف هذا المجلس من لجان متخصصة تمثل كافة الجهات المهتمة تقوم بإعداد الخطة العلمية ويرأسها وزير التعليم العالي، وقد اقتصر عملها على اقامة الندوات والمؤتمرات وأهمها (أسبوع العلم) الذي كان يعقد سنويا، ولم يكن هناك تمثيل للقطاع الخاص المنتج في هذه اللجان، ثم تم التخلي عن (أسبوع العلم) ووزع على عدد من الندوات التخصصية، كما قام المجلس بمنح جائزة الباسل سنوياً منذ عام 1993 بقيمة 100000 ليرة
وقد أحدثت (مديرية البحث العلمي) عام 1966 في وزارة التعليم العالي وأنيط بها تخطيط البحث العلمي والتنسق بين الجامعات المختلفة ومراكز البحوث في القطر. وفي عام 1969 تأسس مركز الدراسات والبحوث العلمية بغرض التنمية الاقتصادية والتقنية في سوريا وتبع لوزارة الدفاع وغلب على بحوثه الطابع السري.
وفي بداية السبعينيات أحدث نظام الدراسات العليا في الجامعات السورية (الدبلوم والماجستير والدكتوراه).
وفي عام 1975 صدر قانون تنظيم الجامعات والذي نصت المادة الثانية منه (على أن يقوم مجلس التعليم العالي باقتراح السياسات العامة للبحوث العلمية في الجامعات والمعاهد وتوجيهها نحو معالجة المشكلات الاجتماعية والاقتصادية في القطر ومتابعة تنفيذها بعد اقرارها) كما صدر قانون التفرغ العلمي للبحث العلمي والعمل المهني.
وفي عام 1981 أحدثت هيئة الطاقة الذرية التي قامت بدور بارز في مجال البحث العلمي، وثم أقيمت الهيئة العامة للاستشعار عن بعد، وفي عام 1992 أصدر مرسوم تشجيع البحث العلمي وكذلك عام 1994.
وفي العام 2006 صدر مرسوم إنشاء الهيئة العليا للبحث العلمي وأنيط بها تخطيط البحث العلمي في القطر ورسم السياسات الخاصة به وتنسيق البحوث والدراسات بين شتى مراكز البحوث والجامعات في القطر وإقرار الموازنة المالية لهذه البحوث.

## مستوى البحث العلمي في سوريا
لقد قامت معظم الجامعات العريقة في العالم مثل السوربون وكامبردج واكسفورد على أساس تدريس الفلسفة والفكر والبحث الحر، لذا فان لهذه الجامعات تاريخا عريقا في مجال البحث العلمي إضافة إلى التدريس وتأهيل الطلبة.
يعتبر عدد طلبة الدراسات العليا في الجامعات دليلاً على مدى تقدم البحث العلمي فهو يتراوح بين 30-50 % في الجامعات المتقدمة،
أما في البلدان النامية فقد أنشئت الجامعات في البداية لتوفير فرص التعليم العالي للطلبة، وتوسعت هذه الجامعات لاحقا لتزيد من أهتمامها وتركيزها على زيادة عدد الطلبة وذلك على حساب البحث العلمي أو الدراسات العليا.
وبالرغم من أن عمر بعض الجامعات العربية يمتد إلى أوئل القرن الماضي إلا أن الدراسات العليا لم تبدأ بشكل عملي إلا في السبعينات والثمانينات من القرن الماضي، ومع ذلك لايزال طلبةَ الدراسات العليا في الجامعات العربية يشكلون أقل من 10% ولا يزال المعيدون يوفدون بغالبيتهم إلى الخارج.
لقد قام البحث العلمي في الجامعات السورية مؤخرا ليلبي عدداً من المتطلبات منها ترفيع أعضاء هيئة التدريس لمنصب الأستاذ المساعد والأستاذ، وأيضاً للحصول على الإجازة في الدراسات العليا كالماجستير والدكتوراه.
وأحياناً من أجل تأمين الاختصاص كما هو حال الدراسات العليا في الطب، وهناك بحوث يقوم بها أعضاء هيئة التدريس بعقود مع القطاعات المختلفة خارج الجامعة، كما أن هناك بعض الجامعات التي أسست مراكز متخصصة للبحث العلمي مستقلة بعض الشيء عن الجامعات.

## اقرأ أيضا
- جامعات سوريا
- الأولمبياد العلمي السوري
- التعليم في سورية